# Stoki (województwo podlaskie)
Stoki – wieś w Polsce położona w województwie podlaskim, w powiecie suwalskim, w gminie Raczki.
| SIMC    | Nazwa      | Rodzaj    |
| ------- | ---------- | --------- |
| 1013520 | Małe Stoki | część wsi |

Wieś królewska ekonomii grodzieńskiej położona była w końcu XVIII wieku w powiecie grodzieńskim województwa trockiego. W latach 1975–1998 miejscowość położona była w województwie suwalskim.